# Məmmədəli Mehdiyev
Məmmədəli Mehdiyev (Baku, 9 aprile 1993) è un judoka azero.
Ha partecipato alle Olimpiadi di Rio de Janeiro 2016 raggiungendo i ripescaggi nei 90 kg.

## Palmarès
- Europei

Kazan' 2016: bronzo nella gara a squadre.
Praga 2020: bronzo nei 90 kg.
- Giochi europei

Minsk 2019: bronzo nei 90 kg.
- Giochi mondiali militari

Wuhan 2019: bronzo nei 90 kg.
- Giochi della solidarietà islamica

Baku 2017: oro nei 90 kg e nella gara a squadre.
- Universiadi

Kazan' 2013: bronzo negli 81 kg.
- Mondiali juniores

Lubiana 2013: bronzo negli 81 kg.
- Europei juniores

Sarajevo 2013: bronzo negli 81 kg.

### Vittorie nel circuito IJF
| Data             | Località   | Paese      | Categoria  |
| ---------------- | ---------- | ---------- | ---------- |
| 9 novembre 2018  | Tashkent   | Uzbekistan | Grand Prix |
| 22 febbraio 2019 | Düsseldorf | Germania   | Grand Slam |